# 亨德席肯

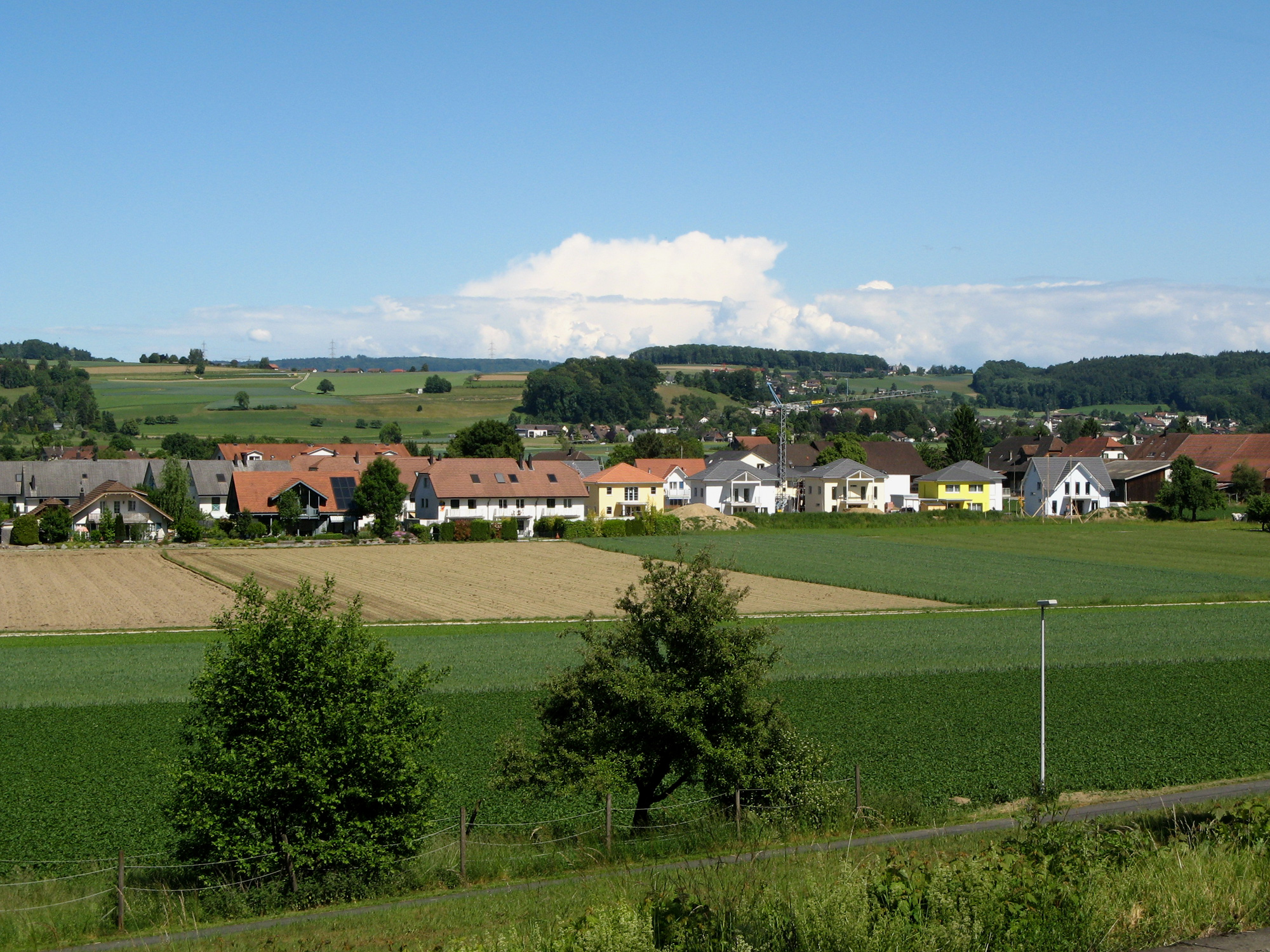

亨德席肯是瑞士的城鎮，位於該國北部，由阿爾高州負責管轄，面積3.52平方公里，海拔高度412米，2012年人口1,008，六成人口信奉基督教，人口密度每平方公里286人。